# Grób Agamemnona

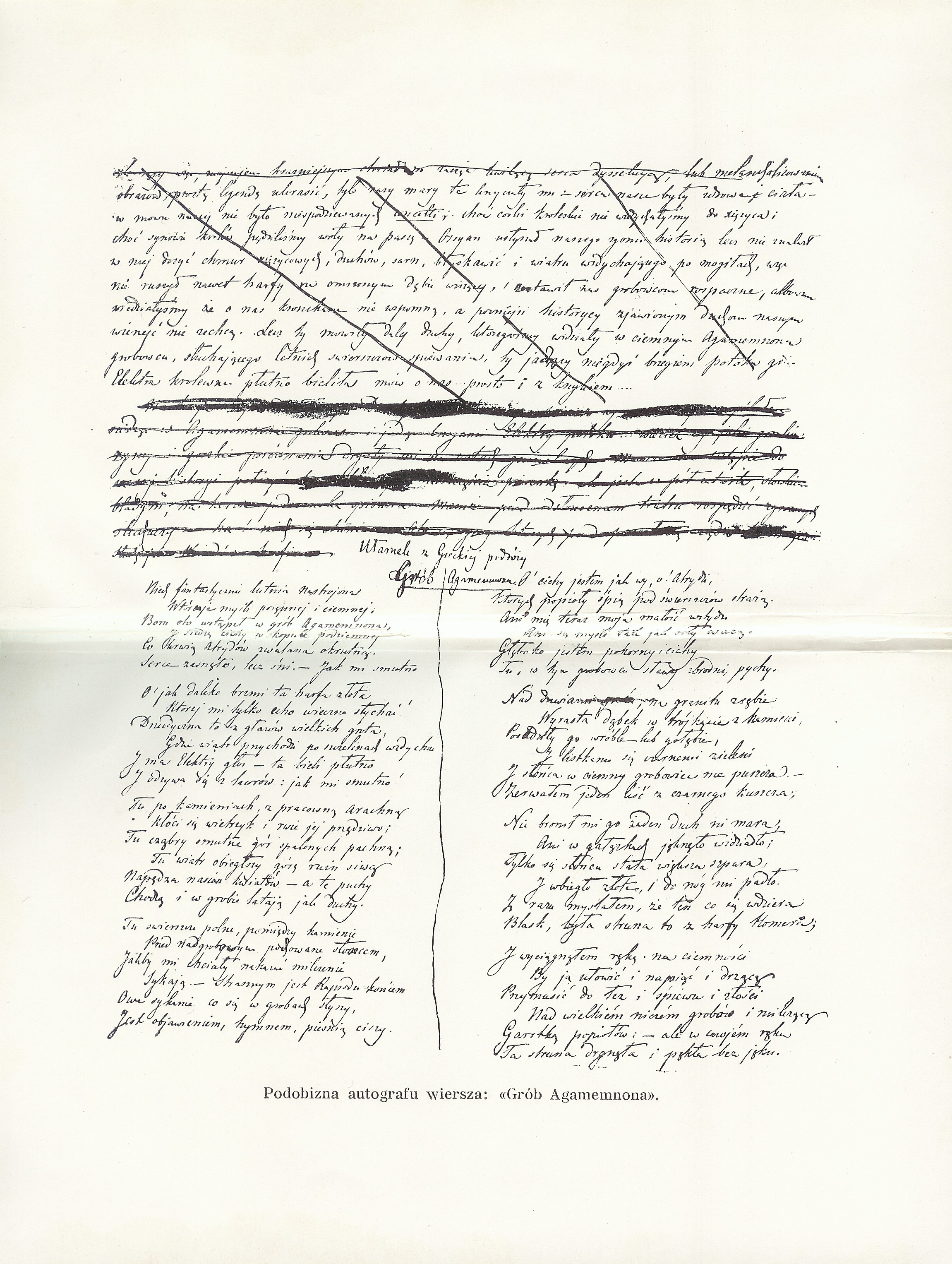
Rękopis Grobu Agamemnona

Grób Agamemnona, inc. Niech fantastycznie lutnia nastrojona... – wiersz Juliusza Słowackiego, który powstał w Paryżu w 1839. Wydany w 1840. Składa się z 21 sestyn. Stanowi część utworu Podróż do Ziemi Świętej z Neapolu, powstał po podróży poety do Argos, gdzie 18 września 1839 Słowacki zwiedził m.in. skarbiec Atreusza w Mykenach, nazywany również grobem Agamemnona.
W wierszu obraz Polski i Polaków jest przeciwstawiony wyidealizowanej wizji historii starożytnej Grecji. Wspomniane są takie wydarzenia historyczne jak bitwa pod Cheroneą, utrata niepodległości czy bitwa pod Termopilami, poeta odwołuje się również do twórczości Homera i kultury starożytnej Grecji, której kulturą wyraźnie zafascynował się podczas podróży po Peloponezie. Odwołanie do elementów kultury antycznej stanowi punkt wyjścia do refleksji nad losem Polski (Słowacki podkreśla wady polskiej szlachty zestawiając ją z Leonidasem) z oraz wezwania do zarzucenia przez Polaków swoich dawnych wad w celu odbudowy moralnej i politycznej narodu. Poeta stwierdza, że Polacy nie są zdolni do samodzielnego myślenia, porównując kraj do syna Prometeusza, któremu sęp wyjada mózg, nie wątrobę.

## Nawiązania
- Do Grobu Agamemnona nawiązał Jan Lechoń w wierszu pod takim samym tytułem, zamieszczonym w zbiorze Lutnia po Bekwarku, wydanym w 1942 roku.
- Do wiersza nawiązywał także Tadeusz Borowski w utworze Gruba Gamemnona.